# Црква Светог великомученика Димитрија у Буштрању
Црква Светог великомученика Димитрија у Буштрању, насељеном месту на територији града Врања, православни је храм који припада Епархији врањској Српске православне цркве.
Првобитна црква посвећена Светом великомученику Димитрији саграђена је у првој половини 19. века, на темељима старе средњовековне цркве. У прилог томе су записи на иконама, које датирају од 1851, 1868. и 1874. године, а највећи број икона настао је од 1907. до 1909. године, из руку сликара Буџароског.
Пошто је претила опасност да се сруши, црква је разграђена 2000. године и на истим темељима подигнута нова, која је завршена 2005. године. Касније је омалтерисана са унутрашње и спољашње стране и врши израда новог иконостаса, на који ће бити враћене старе, али обновљене и заштићене иконе.